# José Eduardo Jara
José Eduardo Jara Aravena (Villarrica, 23 de septiembre de 1951-Santiago, 2 de agosto de 1980) fue un estudiante de Periodismo de la Pontificia Universidad Católica de Chile, que murió a causa de las torturas llevada a cabo por agentes de seguridad de la dictadura militar chilena.

## El secuestro de un estudiante
José Eduardo con mucho esfuerzo logró ingresar a la Pontificia Universidad Católica de Chile, para estudiar Pedagogía, que luego cambió por Periodismo. Militaba en el Movimiento de Izquierda Revolucionaria.
El 23 de julio de 1980 fue secuestrado junto a su compañera de universidad Cecilia Alzamora, cuando ambos se dirigían en un taxi colectivo al Campus Oriente de la Universidad Católica, para matricularse en el último semestre de Periodismo. Ocho días antes, un atentado realizado por el MIR hizo que la CNI buscara afanosamente pistas para llegar al MIR. A esta carrera contra el tiempo de la CNI, se había sumado Investigaciones organizando un grupo represivo llamado Comando Vengadores de Mártires, COVEMA, que fue el que secuestro a Eduardo Jara.
Ana María Vásquez, la pareja de Jara, presentó un recurso de amparo el 28 de julio. "Temo que se encuentre detenido, ya que su amigo el estudiante de medicina Gonzalo Romero también se encuentra desaparecido, al parecer detenido. Otro antecedente importante es que una amiga de Cecilia Alzamora.
Los secuestradores, hicieron hacer una declaración pública en la que afirmaron llamarse Covema: "Señores: ante la incapacidad de las fuerzas de seguridad y de policía, con esta fecha hemos formado el “Comando Vengadores de Mártires” COVEMA. Asumimos las responsabilidades que Uds. y la sociedad han eludido. Dios y Patria".
Eduardo estuvo detenido en cuarteles de Investigaciones junto a otras personas, a quienes sus captores vinculaban con la muerte del Coronel Roger Vergara. Durante su cautiverio estuvo sometido a torturas que le produjeron evidentes y graves consecuencias físicas.
El 2 de agosto fue liberado en un sitio eriazo junto con Cecilia Alzamora, solicitó ayuda a los vecinos del sector, quienes llamaron a un radiopatrullas que condujo a ambos estudiantes a la Posta N°4 de Ñuñoa. Eduardo Jara presentaba una hemorragia generalizada y un traumatismo encéfalo craneano. Le sobrevino un paro cardíaco. Murió cuando tenía 29 años.
Un ministro en visita estudio en un principio el caso. Pero la Corte de Apelaciones sobreseyó, el 29 de enero de 1982, su causa iniciada por la familia de Jara.
La periodista Cecilia Serrano fue compañera de Jara en la Universidad Católica el año 1980. Lo recuerda como un joven muy encantador, bueno de corazón, de esfuerzo y por sobre todo muy idealista. "Yo les prestaba los cuadernos", recordó la ahora concejal por Las Condes. "Cuando nos enteramos de su muerte, fue un cosa horrorosa, fue mi primer contacto fuerte con una persona víctima de la represión que hubo. Lo que le pasó a Eduardo me introdujo en el mundo real de esa época, fue muy terrible", señala la profesional. Agregó que "en el velorio hubo mucha impotencia y pena".

## El recuerdo de sus compañeros de Periodismo
Carta abierta a José Eduardo Jara

“Ciertamente no podríamos decir, Eduardo, que eras el mejor alumno de la Escuela... pero sí el con mayor ilusión y el de mayor esfuerzo. Y casi nos acostumbramos, Eduardo, a verte de repente en esa dulzura que pocas miradas pueden transmitir. Llegabas a la escuela sembrando pan entre quienes te rodeábamos. Y luego de ibas con apenas unos pesos y un pan en el bolsillo para visitar Villarrica en lo álgido de tu triste enfermedad. Con un apretón de manos te sabíamos de nuevo cerca. Hoy no podemos conformarnos. Tu viaje es demasiado trágico, tu partida demasiado injusta. El dolor que hoy nos une a tus profesores y compañeros es tu propio dolor que ahora es nuestro, amigo de la mirada tan dulce. 
Encerando, haciendo pequeñas clases, fotografíando, mantuviste a tu mujer y a tu hijo con la ilusión de un título que te alejaría de los vidrios y cera. Y nos duele a los que te quisimos, Eduardo, que te traten de "mujeriego" ya sabemos que le duele a tu esposa y algún día le dolerá a tu hijo. Y tú que vivías y estudiabas para ellos. Nos duele que digan que siempre llegabas tarde. ¿Cómo no hacerlo cuando se anda a pie y no quedan todos los vidrios limpios? A tu muerte llegaste tan temprano. Nos duele que se te trate de extremista porque jamás hubo en tu boca palabras de odio. No fue fácil tu vida, Eduardo; y a un semestre de terminar, un monstruoso equívoco, uno más de la violencia, la segó para siempre. 
Tu muerte, Eduardo, que no sea en vano, que nos aclare la conciencia, que el mensaje escrito con ella sea el editorial más profundo que nos despierte a la paz. Porque no puede ser, porque el silencio y la palabra que se quiebra nos invita este oscuro amanecer de invierno a gritar por la vida, simplemente por la vida, la misma que te quitaron. 
Es tan profunda la huella que deja tu herida porque pareciera que tu bondad causó menosprecio; y tus gritos, golpes. Y una vez más los hombres nos equivocamos. Para Eduardo no habrá vengadores porque tu vida no se paga con la de nadie”

.
Andrea Vial 
Cecilia Serrano 
Juan Domingo Marinello 
Liliana Martínez.

## Su caso en el Informe Rettig
El Informe Rettig, declaró en el caso de Eduardo Jara:

“El 2 de agosto de 1980 murió el estudiante de Periodismo Eduardo JARA ARAVENA, militante del MIR. Había sido secuestrado el día 23 de julio en la esquina de las calles Eleodoro Yáñez con Los Leones junto a Cecilia Alzamora. Estuvo detenido junto a otras personas a quienes se las vinculaba por sus captores con la muerte del Coronel Roger Vergara. Estos se identificaban como miembros del Comando de Vengadores de Mártires (COVEMA).  Durante su detención fue sometido a diversas torturas, golpes en todo el cuerpo, aplicación de electricidad y otras que le produjeron evidentes y graves consecuencias físicas, heridas profundas en las muñecas, quemaduras en los tobillos y labios, contusiones en la frente y en la nariz. Durante su detención se quejaba constantemente por sus dolores, con lo que sólo conseguía recibir nuevos golpes de sus captores.  Los detenidos fueron trasladados en repetidas ocasiones, pudiendo posteriormente reconocer algunos de los recintos de detención como cuarteles de Investigaciones. El 2 de agosto fue liberado por sus captores en la comuna de La Reina, junto con Cecilia Alzamora. De ahí fue trasladado a la Posta N° 4 donde falleció ese mismo día.  La Comisión ha llegado a la convicción de que Eduardo JARA falleció producto de las torturas que recibió durante su detención y que en ésta participaron, a lo menos, funcionarios pertenecientes a Investigaciones, considerando su muerte una violación a los derechos humanos de responsabilidad de agentes estatales.